# Futbol'nyj Klub Achmat
Il Futbol'nyj Klub Achmat, noto come Achmat Groznyj e ufficialmente denominato Respublikanskij Futbol'nyj Klub «Achmat» (Groznyj), (in russo Pecпyбликaнcкий Футбольный Kлуб «Axmat» (Гpoзный)?; in ceceno футболан клуб Ахмат Соьлжа-ГӀала, futbolan klub Axmat Sölƶa Ġala) già denominato Futbol'nyj Klub Terek, è una società calcistica russa con sede nella città di Groznyj, capitale della Cecenia. Milita nella Prem'er-Liga, la massima serie del campionato russo di calcio.

## Storia
Il club venne fondato nel 1946 come Dinamo, nome che mantenne fino al 1948 quando lo cambiò in Neftjanik; con questo nome debuttò nel campionato sovietico di calcio nel 1957. Nel 1958 assunse la denominazione di Terek, nome che mantenne fino al 2017. Durante gli anni dell'Unione Sovietica, il club non raggiunse alcun risultato degno di nota. Giocò, infatti, al massimo in seconda serie in tre distinti intervalli: tra il 1957 e il 1962; tra il 1965 e il 1969; infine tra 1976 e il 1980.
Nel corso degli anni novanta il club, a causa della guerra di Cecenia, venne sciolto più volte, dovendo rinunciare al professionismo tra il 1995 e il 2000.
Riammessa in terza serie nel 2001, riuscì in breve a risalire la china, tanto da riuscire a vincere la Coppa di Russia 2003-2004 contro il Kryl'ja Sovetov Samara, unica squadra nella storia della Russia a vincere il trofeo senza trovarsi nella Prem'er-Liga. Per altro proprio al termine dell'annata 2004 riuscì anche a raggiungere la massima serie per la prima volta nella sua storia.
Dopo una sola stagione nella massima serie, il club fu retrocesso di nuovo nella a seconda serie del campionato russo; ma già due anni più tardi ottenne nuovamente il ritorno in prima divisione. Nel 2017 ha assunto il nome di Futbol'nyj Klub Achmat, ispirandosi al nome di Achmat Kadyrov, primo Capo della Repubblica Cecena nonché padre di Ramzan Kadyrov, a sua volta presidente della Cecenia.

## Strutture

### Stadio
Lo Stadion imeni Achmat-Chadži Kadyrova da 30.000 posti, che sostituì il vecchio Stadio Sultan Bilimkhanov, è stato inaugurato l'11 maggio 2011 in occasione di un'amichevole organizzata contro una formazione di ex-stelle del calcio mondiale come Diego Armando Maradona, Jean-Pierre Papin, Alessandro Costacurta, Christian Vieri, Iván Zamorano, Fabien Barthez, Franco Baresi, Luís Figo, Roberto Ayala, Alain Boghossian, Manuel Amoros, Robbie Fowler, Dida e Enzo Francescoli e vinta per 5-2 dalla formazione del Caucaso del Nord con anche tre gol del presidente Kadyrov.

## Allenatori
- Koršakov (1951)
- Aleksandr Abramov (1956)
- Abramjanc (gennaio-maggio 1957)
- Michail Antonevič (maggio 1957-giugno 1959)
- Jurij Belousov (luglio 1959-1963; 1972-1973)
- Vasilij Grečišnikov (1964)
- Aleksej Grinin (1965)
- Aleksandr Keller (1966-1967)
- Valentin Fёdorov (1968)
- Dmitrij Smirnov (gennaio-luglio 1969)
- Aleksandr Zagreckij (luglio-dicembre 1969)
- Valentin Morozov (1971)
- Viktor Kajušinkov (maggio 1971-1972)
- Jurij D'jačenko (agosto 1974-1975; agosto-dicembre 1985; 1989-giugno 1990)
- Mussa Čalikov (1976)
- Dik Dudaev (1977-1978)
- Igor' Frolov (gennaio-settembre 1979)
- Vadim Kiričenko (settembre 1979-1980)
- Aleksej Es'kov (1981)
- Anatolij Micheev (1982; 1994; 27 maggio-28 luglio 2002)
- Leonid Ševčenko (1984-luglio 1985)
- Boris Kajušinkov (1986-1987)
- Anatolij Sin'ko (1988)
- Musa Adiev (giugno-dicembre 1990)
- Aleksandr Tarchanov (gennaio-ottobre 1991; 23 ottobre 2005-20 maggio 2006)
- Chajdar Alchanov (1992-1994)
- Şahin Diniyev (6 gennaio-17 luglio 2001; 21 ottobre 2009-3 gennaio 2010)
- Ramzan Dzajtaev (18 luglio 2001-15 gennaio 2002)
- Timur Kuriev (16 gennaio-18 febbraio 2002)
- Lev Glatonov (19 febbraio-26 maggio 2002)
- Aleksandr Koreškov (29 luglio-28 novembre 2002)
- Vaït Talğaev (29 novembre 2002-22 ottobre 2005; 30 agosto 2006-19 novembre 2007; 29 ottobre-6 novembre 2013)
- Deni Qaysumov (21-25 maggio 2006)
- Vitalij Ševčenko (26 maggio-29 agosto 2006)
- Leonid Nazarenko (20 novembre 2007-31 maggio 2008)
- V"jačeсlav Hroznyj (1 giugno 2008-20 ottobre 2009)
- Anatolij Bajdačnyj (4 gennaio-21 dicembre 2010)
- Víctor Muñoz (21 dicembre 2010-18 gennaio 2011)
- Ruud Gullit (18 gennaio-14 giugno 2011)
- Isa Bajtiev (15 giugno-26 settembre 2011)
- Stanislav Čerčesov (27 settembre 2011-26 maggio 2013)
- Jurij Krasnožan (27 maggio-28 ottobre 2013)
- Rašid Rachimov (7 novembre 2013-21 maggio 2017)
- Oleg Kononov (22 maggio-30 ottobre 2017)
- Michail Galaktionov (31 ottobre 2017-7 aprile 2018)
- Igor' Ledjachov (8 aprile-4 settembre 2018)
- Rašid Rachimov (5 settembre 2018-30 settembre 2019)
- Igor' Šalimov (1 ottobre 2019-26 luglio 2020)
- Andrej Talalaev (27 luglio 2020-11 settembre 2022)
- Sergej Tašuev (22 settembre 2022-15 agosto 2023)
- Miraslaŭ Ramaščanka (18 agosto 2023-presente)

## Palmarès

### Competizioni nazionali
- Vtoraja Liga: 1

1963, 1964
- Coppa di Russia: 1

2003-2004
- Pervenstvo Futbol'noj Nacional'noj Ligi: 1

2004
- Vtoroj divizion: 1

2002

### Altri piazzamenti
- Coppa di Russia:

Semifinalista: 2020-2021
- Supercoppa di Russia:

Finalista: 2005
- PFN Ligi:

Secondo posto: 2007

## Organico

### Rosa 2024-2025
Aggiornata al 8 febbraio 2025.
| N. |                                 | Ruolo | Calciatore         |
| -- | ------------------------------- | ----- | ------------------ |
| 1  | Russia (bandiera)               | P     | Mikhail Oparin     |
| 2  | Russia (bandiera)               | D     | Aleksandr Žirov    |
| 3  | Russia (bandiera)               | D     | Vladislav Volkov   |
| 4  | Russia (bandiera)               | D     | Turpal-Ali Ibishev |
| 5  | Bosnia ed Erzegovina (bandiera) | D     | Miloš Šatara       |
| 7  | Kosovo (bandiera)               | C     | Bernard Berisha    |
| 8  | Serbia (bandiera)               | D     | Miroslav Bogosavac |
| 9  | Paraguay (bandiera)             | A     | Rodrigo Ruiz Díaz  |
| 10 | Russia (bandiera)               | C     | Leči Sadulaev      |
| 11 | Brasile (bandiera)              | C     | Ismael Silva       |
| 12 | Russia (bandiera)               | P     | Vadim Ulyanov      |
| 13 | Russia (bandiera)               | C     | Minkail Matsuev    |
| 14 | Russia (bandiera)               | D     | Aleksandr Žirov    |
| 15 | Brasile (bandiera)              | C     | Camilo             |
| 18 | Russia (bandiera)               | C     | Vladislav Kamilov  |

| N. |                                 | Ruolo | Calciatore              |
| -- | ------------------------------- | ----- | ----------------------- |
| 19 | Argentina (bandiera)            | C     | Mauro Luna Diale        |
| 20 | Kazakistan (bandiera)           | C     | Maksım Samorodov        |
| 23 | Russia (bandiera)               | C     | Anton Švec              |
| 24 | Montenegro (bandiera)           | C     | Zaim Divanovic          |
| 35 | Russia (bandiera)               | P     | Rizvan Tashaev          |
| 40 | Russia (bandiera)               | D     | Rizvan Uciev (capitano) |
| 47 | Russia (bandiera)               | C     | Daniil Utkin            |
| 55 | Bosnia ed Erzegovina (bandiera) | D     | Darko Todorović         |
| 59 | Russia (bandiera)               | C     | Evgenij Charin          |
| 71 | Russia (bandiera)               | C     | Magomed Yakuev          |
| 75 | Tunisia (bandiera)              | D     | Nader Ghandri           |
| 77 | Russia (bandiera)               | A     | Georgij Melkadze        |
| 88 | Russia (bandiera)               | P     | Giorgi Šelija           |
| 95 | Russia (bandiera)               | D     | Arsen Adamov            |
| 98 | Bulgaria (bandiera)             | C     | Svetoslav Kovačev       |